# Liste der Bürgermeister von Meiningen

Wappen von Meiningen

Die Liste der Bürgermeister von Meiningen gibt einen Überblick über die Stadtoberhäupter mit den Amtsbezeichnungen Stadtschultheiß, Bürgermeister, 1. Bürgermeister und Oberbürgermeister der Stadt Meiningen.

## Stadtschultheiße bis 1688
| Amtszeit  | Name                  | Lebensdaten | Beruf         | Bemerkung                                 |
| --------- | --------------------- | ----------- | ------------- | ----------------------------------------- |
| 1008      | Adolph Hübner         |             |               | erster bekannter Schultheiß               |
| 1390–1393 | Hannß Beyer           | † 1393      |               |                                           |
| 1393–1398 | Heinrich Filius Beyer |             |               |                                           |
| 1398–1435 | Herdrit Warmuth       |             |               |                                           |
| 1435      | Heinrich Schumann     |             |               |                                           |
| 1435–1461 | Hartung Warmuth       |             |               |                                           |
| 1461–1462 | Hanß Keßler           |             |               |                                           |
| 1462–1465 | Nicolaus Förster      |             |               |                                           |
| 1465–1502 | Linhard Mühlfeld      | † 1502      |               |                                           |
| 1502–1521 | Christoph Pfnör       | † 1521      | Baumeister    | erbaute Würzburger Burg in Meiningen      |
| 1521–1529 | Bernhard Krämer       | † 1529      |               | Deutscher Bauernkrieg 1525                |
| 1530–1545 | Valtin Krämer         | † 1545      |               | Meiningen kam 1542 zu Henneberg           |
| 1546      | Lorentz Rebß          | † 1563      |               | auch Amtsverwalter                        |
| 1547–1556 | Vincentus Treuter     | † 1556      |               |                                           |
| 1556–1561 | Lorentz Rebß          | † 1563      |               | 2. Mal Stadtschultheiß                    |
| 1561–1583 | Blasius Linck         | † 1583      |               |                                           |
| 1584–1604 | Valtin Linck          | † 1604      |               | Stiftung: Kleidung für ärmere Schulknaben |
| 1604–1612 | Johann Steuerlein     | 1546–1613   | Liederdichter | Kanzleisekretär, Kaiserlicher Poet        |
| 1612–1630 | Johann Schott         | † 1630      |               |                                           |
| 1630–1663 | Johann Georg Götz     | 1590–1663   |               |                                           |
| 1663–1665 | Georg Baumbach        | † 1665      | Advokat       | 1644 Stadtschreiber                       |
| 1665–1688 | Johann Wolfgang Trier | 1619–1688   | Jurist        |                                           |

## Oberbürgermeister und 1.Bürgermeister ab 1688
| Amtszeit  | Name                      | Lebensdaten | Beruf              | Bemerkung                                  |
| --------- | ------------------------- | ----------- | ------------------ | ------------------------------------------ |
| 1688–1729 | Christian Zinck           | 1648–1729   | Kaufmann           | nur Bürgermeister                          |
| 1729–1735 | Ernst Ludwig Hübner       | 1682–1735   | Kaufmann           | Stifter für karitative Zwecke              |
| 1736–1750 | Johann Jakob Meder        | † 1750      | Hofadvokat         | 1735 Landschaftsrat                        |
| 1750–1757 | Christoph Rauschardt      | † 1757      | Administrator      | alle Vornamen: Christoph Friedrich Felix   |
| 1757–1768 | Johann Melchior Derck     | 1684–1768   | Glockengießer      | ab 1719 Bauinspektor von Sachsen-Meiningen |
| 1769–1778 | Johann Wilhelm Heim       | 1709–1778   | Hofadvokat         | „Heimstraße“ in Meiningen                  |
| 1778–1798 | Johann Georg Holdefreund  | † 1798      | Kaufmann           | ab 1769 Bürgermeister                      |
| 1798–1802 | Christian Baltasar Musäus | 1720–1802   | Stadtschreiber     | ab 1753 Bürgermeister                      |
| 1802–1808 | Georg Anton Deeken        | 1726–1808   | Organist           | Dirigierender Bürgermeister                |
| 1808–1815 | Kaspar Philipp Fromm      | 1748–1815   | Mediziner          | Hofmedikus und herzoglicher Rat            |
| 1815–1834 | Johann Georg Moritz Thilo | 1752–1836   | Bauinspektor       | ab 1784 im Stadtrat                        |
| 1835–1843 | Carl Gustav Doebner       | 1801–1854   | Regierungs-Advokat | gleichzeitig Residenz-Polizeidirektor      |
| 1843–1846 | Kaspar Phillip Fromm      | † 1879      |                    |                                            |
| 1846–1874 | Eduard Krell              | 1805–1879   | Jurist             | gleichzeitig Residenz-Polizeidirektor      |
| 1874–1882 | Rudolf von Ziller         | 1832–1912   | Ökonom, Politiker  | Ehrenbürger, „Zillerstraße“ in Meiningen   |
| 1882–1889 | Karl Schaller             | 1846–1922   | Politiker          | Ehrenbürger, „Schallerstraße“ in Meiningen |
| 1889–1915 | Richard Schüler           | 1850–1915   | Politiker          | Präsident im Meininger Landtag             |
| 1916–1933 | Hermann Keßler            | 1866–1951   | Jurist             | Vorsitzender des Thüringer Städteverbundes |
| 1933–1935 | Johannes Meister          | 1892–1966   | Jurist             | Staatsrat für Sondershausen 1932–1945      |
| 1936–1940 | Wilhelm Zierdt            | 1902–1955   | Jurist             | 1. Bürgermeister                           |
| 1941–1945 | Friedrich Sorge           | 1885–1945   | Volkswirt          | 1. Bürgermeister, ab 1921 2. Bürgermeister |

## Bürgermeister ab 1945
| Amtszeit       | Name                      | Lebensdaten | Beruf                  | Bemerkung                                         |
| -------------- | ------------------------- | ----------- | ---------------------- | ------------------------------------------------- |
| 1945           | Werner Heinrich von Hacht | 1898–1962   | Makler                 | Amtszeit: 12. April – 11. Oktober 1945            |
| 1945–1950      | Hugo Mogk                 | 1895–1978   | Werkzeugmacher         | ab 1950 Direktor zweier Firmen                    |
| 1950–1952      | Richard Eggers            | 1898–1981   |                        |                                                   |
| 1952–1956      | Willi Meurer              | 1916–1989   | Schirrmeister          | auch Bürgermeister von Obermaßfeld und Brotterode |
| 1956–1965      | Bruno Grieß               | 1914–1981   | Stellmacher            |                                                   |
| 1965–1971      | Willi Meurer              | 1916–1989   | Schirrmeister          |                                                   |
| 1971–1976      | Fritz Fickel              | 1924–2004   | Maschinenschlosser     | auch Kreistagsabgeordneter                        |
| 1976–1990      | Kurt Wiebel               | 1932–1994   | Industriekaufmann      | 1973 Vorsitzender der Kreisplanungskommission     |
| 1990–1992      | Horst Strohbusch          | 1927–2025   | Augenarzt              | führende Persönlichkeit während der Wende         |
| 1992–2012      | Reinhard Kupietz          | 1955–2022   | Ingenieur              | Freie Wähler „Pro Meiningen“                      |
| 2012–amtierend | Fabian Giesder            | * 1983      | Politikwissenschaftler | Vorsitzender der SPD Meiningen                    |